# Msnbot
msnbot（エムエスエヌ・ボット）は、 Microsoftのサービス。クローラ（ボットの一種）であり、 ウェブ上からドキュメントを収集し、 MSNサーチで検索可能なインデックスを構築した。2004年にベータ版、2005年に公式版が公開された。しかし、2010年10月、 msnbotは正式なウェブクロール業務から外され、 Bingbotに置き換えられた。
2015年9月時点で、 msnbotはMicrosoftのサービスとしては依然としてアクティブであり、 Bing ウェブマスターのヘルプにも、msnbotがアクティブである旨が記されていた（ただし、廃止予定であることが示唆されている）。  
なお、Bingbotの検証ツールは、以前はmsnbotIPアドレスを認識していなかったが、2016年2月22日に実行されたテストでは、認識されるようになっている。